# Hush Little Baby
Hush Little Baby è una canzone del rapper britannico Wretch 32 che è apparsa nel suo album di debutto, Black and White. La canzone è il tredicesimo brano della versione standard dell'album e una delle undici collaborazioni.
La canzone, che include il cantautore Ed Sheeran, è stato prodotto da TMS e co-scritto insieme a Iain James. Il brano ha debuttato al numero 87 sulla Official Singles Chart e al numero 12 della UK Indie Chart. La canzone è un adattamento della ninna nanna americana Hush, Little Baby.

## Tracce
Download digitale
1. Hush Little Baby (Radio Edit) – 3:56
2. Hush Little Baby (Fred V & Grafix Remix) – 5:52
3. Hush Little Baby (Rudimental Remix) – 5:10
4. Hush Little Baby (Knox Brown Remix) – 3:54
5. Hush Little Baby (Wideboys Remix) – 6:49
6. Hush Little Baby (Simon Hunt Remix) – 4:52
7. Hush Little Baby (Instrumental Edit) – 3:56

## Classifiche
| Classifica                           | Maggiore posizione |
| ------------------------------------ | ------------------ |
| UK Indie (Official Charts Company)   | 1                  |
| UK R&B (Official Charts Company)     | 12                 |
| UK Singles (Official Charts Company) | 35                 |

## Date di pubblicazione
| Nazione     | Data di pubblicazione | Formato                                      | Etichetta                  |
| ----------- | --------------------- | -------------------------------------------- | -------------------------- |
| Regno Unito | 28 agosto 2011        | digital download (solo album)                | Ministry of Sound / Levels |
| Regno Unito | 20 maggio 2012        | digital download (pubblicazione del singolo) | Ministry of Sound / Levels |

## Crediti
- Autore - Jermaine Scott, Ed Sheeran, Iain James, Tom Barnes, Pete Kelleher, Ben Kohn
- Produttore discografico - TMS
- Batteria - Tom Barnes
- Chitarra - Ben Kohn
- Tastiera, basso - Pete Kelleher
- Mixaggio - James F. Reynolds
- Assistente al mixaggio - Joachim Walker
- Guest star - Ed Sheeran

Fonte: